# Franciscæ meæ laudes
Franciscæ meæ laudes est un poème de Charles Baudelaire contenu dans la partie Spleen et idéal de son recueil Les Fleurs du mal. C'est la seule pièce du recueil qui soit écrite en latin. Le titre signifie : Louanges de ma Françoise ou pour ma Françoise (si l'on considère Franciscae meae comme un datif et non un génitif).
Le poème a d’abord été publié dans L'Artiste le 10 mai 1857. Il porte le numéro LIII dans la première édition des Fleurs du mal en 1857, le numéro LX dans celle de 1861.
Adressé à « une modiste érudite et dévote », le poème est constitué de onze tercets, autrement dit 33 vers, nombre éminemment symbolique dans la littérature mystique, puisqu'il est censé se référer à l'âge du Christ à sa mort. Les vers sont des octosyllabes et la rime est triplée dans chaque tercet. La pièce apparaît comme un jeu érudit où les souvenirs de la poésie latine classique ou chrétienne s'entrelacent autour d'un thème qui relève de la louange, ou plutôt de l'action de grâces, et se veut « religieux » à sa manière. Le mélange de profane et de sacré commence dès le premier vers, qui pastiche le Psaume 143, 9 (Deus canticum novum cantabo tibi) en le combinant à une réminiscence d'Horace (avec novis chordis qui reformule synonymiquement l'expression fidibus nouis adressée par le poète latin à la Muse dans Odes, I, 26, 10). L'ensemble du texte est à peu près dépourvu de références explicites au christianisme, et le lexique puise plutôt dans le registre du paganisme mythologique (mention au v. 7 du Léthé cher à Baudelaire) ou du sacrifice païen (le v. 15, à travers une métaphore précieuse, paraît renvoyer à un ex-voto de survivant d'un naufrage comme chez Horace encore, Odes, I, 5, 12-15). 
Les vers célèbrent une femme « divine » (v. 12 ; cf. v. 33) qui aurait sauvé le poète malheureux et déprimé (voire, dans le registre nautique ici privilégié, « désemparé » ou « déboussolé ») en lui rendant courage et force, en le purifiant de ses péchés (v. 6 et 19), en le tirant de son mutisme (v. 18), bref en le régénérant : importance centrale de l'image de la « fontaine de jouvence » au v. 17, milieu géométrique du poème. Les notations de lumière (v. 13, 23, 28, 31) et de fluides (7-8, 16, 17, 26, 30) abondent et s'entrecroisent. La métaphore dominante (4e et 5e strophes, plus le v. 24) est celle du voyage maritime troublé par la tempête, mais où le vaisseau, grâce à l'intervention de la Femme-Étoile, échappe au naufrage et parvient à bon port. Cette thématique ne peut manquer de suggérer, surtout à une dévote, le titre de Maris Stella (« Étoile de la Mer ») décerné à la Vierge Marie dans l'hymne Ave Maris Stella, comme y invite clairement le v. 13 : Velut stella salutaris. Mais la relation évoquée est bien terrestre et sensuelle, comme l'indique explicitement la mention de baisers (v. 8), de parfums capiteux (v. 27), de nourriture et de boisson (v. 22, 32-33) ; notons cependant l'absence, contraire à l'habitude baudelairienne, de termes anatomiques renvoyant au corps de l'aimée. L'expression à teneur hagiographique castitatis lorica (v. 29), littéralement « cuirasse de chasteté », paraît bien indiquer l'absence de rapport charnel consommé.
Au niveau de l'implicite, on a cru pouvoir affirmer que Baudelaire avait mis à profit le voile de la langue latine pour exprimer malicieusement, à mots couverts, un érotisme « obscène » : ainsi, dans la phrase recte me semper guberna, qui signifie littéralement : « Pilote-moi toujours tout droit ! » et relève d'un cliché antique puis chrétien (il figure notamment chez Commodien), l'image du pilotage d'un navire — en elle-même neutre, topique et parfaitement cohérente avec la thématique du passage —, jointe à l'adverbe recte, traduirait une symbolique sexuelle. En réalité l'emploi du verbe 
gubernare est fréquent dans l'hymnodie latine chrétienne du Moyen Âge, notamment dans les pièces adressées à la Vierge Marie ou aux saintes (Anne, Dorothée, etc.). Le recours au latin médiéval, du reste, s'inscrit ici dans un dessein bien plus subtil et ambitieux que le vulgaire cryptage d'obscénités supposées par une « idée reçue » dont Flaubert s'est justement moqué. Dans la note explicative qui accompagne le poème, Baudelaire — anticipant en quelque sorte les considérations d'esthétique littéraire que Huysmans formulera en 1884 dans À Rebours (chap. III) —, justifie son choix, pour cette pièce, de la langue « de la dernière décadence latine », autrement dit du latin tardif ou ecclésiastique : cet idiome, selon lui, exprime mieux qu'aucun autre la passion naturelle par ses néologismes sémantiques, sa « maladresse charmante » et la spontanéité de ses jeux de langage : « Le calembour lui-même, quand il traverse ces pédantesques bégaiements, ne joue-t-il pas la grâce sauvage et baroque de l’enfance ? ».

Jules Mouquet en donne la traduction suivante dans son édition des Vers latins de Baudelaire (Mercure de France, 1933):
Je te chanterai sur des cordes nouvelles, 
 Ô ma bichette qui te joues
Dans la solitude de mon coeur.

 Sois parée de guirlandes,
 Ô femme délicieuse
Par qui les péchés sont remis !

 Comme d'un bienfaisant Léthé,
Je puiserai des baisers de toi
Qui es imprégnée d'aimant.

Quand la tempête des vices
Troublait toutes les routes,
Tu m'es apparue, Déité,

Comme une étoile salutaire
Dans les naufrages amers...
Je suspendrai mon coeur à tes autels.

Piscine pleine de vertu,
Fontaine d'éternelle jouvence,
Rends la voix à mes lèvres muettes !

Ce qui était vil, tu l'as brûlé ;
Rude, tu l'as aplani ;
Débile, tu l'as affermi.

Dans la faim mon auberge,
Dans la nuit ma lampe,
Guide-moi toujours comme il faut.

Ajoute maintenant des forces à mes forces.
Doux bains parfumés
De suaves odeurs !

Brille autour de mes reins,
Ô ceinture de chasteté,
Trempée d'eau séraphique ;

Coupe étincelante de pierreries,
Pain relevé de sel, mets délicats,
Vin divin, Françoise.